# Società Sportiva Calcio Napoli 1993-1994
Questa voce raccoglie le informazioni riguardanti la Società Sportiva Calcio Napoli nelle competizioni ufficiali della stagione 1993-1994.

## Stagione

Parte del rinnovato Napoli in questa stagione; dall'alto a sinistra, in senso orario: Fabio Pecchia, l'allenatore Marcello Lippi, Mario Massimo Caruso, il promettente Fabio Cannavaro, il nuovo numero uno Giuseppe Taglialatela e Luca Altomare.

Nella stagione 1993-1994 Ellenio Gallo, con il mandato di Corrado Ferlaino, diventò presidente del Napoli mentre Ottavio Bianchi assunse la posizione di general manager, imponendo sulla panchina azzurra Marcello Lippi. La direzione sportiva fu affidata a Carlo Jacomuzzi mentre il ruolo di segretario generale veniva ricoperto da Giuseppe Iodice.
Non c'è più Careca, ormai trasferitosi in Giappone per terminare la carriera, e la crisi finanziaria diventò talmente concreta (novanta miliardi di disavanzo) che per poco non spinse il club sull'orlo della messa in mora. Vennero così ceduti al Parma, per rimpinguare le casse azzurre, gli "scudettati" Gianfranco Zola e Massimo Crippa; lasciarono Napoli, tra gli altri, anche Giovanni Galli, ormai in fase calante, e Massimo Mauro a fine carriera. Rilevanti furono i debutti tra i titolari di Giuseppe Taglialatela, al posto di Galli, e del giovane difensore Fabio Cannavaro, proveniente dal vivaio azzurro.
Un altro debutto eccellente fu quello del centrocampista Fabio Pecchia, proveniente dai cadetti dell'Avellino e capace subito di conquistare una maglia da titolare nel centrocampo voluto da Lippi. In rosa presero posto anche il giovane attaccante Paolo Di Canio, il tornante Renato Buso, i difensori Giovanni Bia e Enzo Gambaro, e i centrocampisti Roberto Bordin ed Eugenio Corini.
Fu un buon Napoli, Daniel Fonseca realizzò 15 reti e la squadra conquistò il sesto posto finale che riportò il Napoli in Coppa UEFA. A marzo Bianchi si dimise; Antonio Bassolino e Matarrese invitarono quindi Ferlaino a riprendere la presidenza.

## Divise e sponsor
Lo sponsor ufficiale è Voiello e il fornitore tecnico è Umbro.
| Casa | Trasferta | Terza divisa |

## Organigramma societario
Area direttiva
- Presidente: Ellenio Gallo
- General Manager: Ottavio Bianchi
- Azionista di maggioranza: Corrado Ferlaino

Area organizzativa
- Segretario Generale: dott. Giuseppe Iodice

Area tecnica
- Direttore sportivo: Carlo Jacomuzzi
- Allenatore: Marcello Lippi

## Rosa
| N. |                   | Ruolo | Calciatore              |
| -- | ----------------- | ----- | ----------------------- |
|    | Italia (bandiera) | P     | Raffaele Di Fusco       |
|    | Italia (bandiera) | P     | Giuseppe Taglialatela   |
|    | Italia (bandiera) | D     | Giovanni Bia            |
|    | Italia (bandiera) | D     | Roberto Bordin          |
|    | Italia (bandiera) | D     | Fabio Cannavaro         |
|    | Italia (bandiera) | D     | Carlo Cornacchia        |
|    | Italia (bandiera) | D     | Giancarlo Corradini     |
|    | Italia (bandiera) | D     | Ciro Ferrara (capitano) |
|    | Italia (bandiera) | D     | Giovanni Francini       |
|    | Italia (bandiera) | D     | Enzo Gambaro            |
|    | Italia (bandiera) | D     | Sebastiano Nela         |
|    | Italia (bandiera) | D     | Fausto Pari             |
|    | Italia (bandiera) | D     | Alessandro Sbrizzo      |

| N. |                    | Ruolo | Calciatore        |
| -- | ------------------ | ----- | ----------------- |
|    | Italia (bandiera)  | D     | Massimo Tarantino |
|    | Italia (bandiera)  | C     | Luca Altomare     |
|    | Italia (bandiera)  | C     | Renato Buso       |
|    | Italia (bandiera)  | C     | Mario Caruso      |
|    | Italia (bandiera)  | C     | Eugenio Corini    |
|    | Italia (bandiera)  | C     | Carmelo Imbriani  |
|    | Italia (bandiera)  | C     | Fabio Pecchia     |
|    | Italia (bandiera)  | C     | Roberto Policano  |
|    | Svezia (bandiera)  | C     | Jonas Thern       |
|    | Italia (bandiera)  | A     | Giorgio Bresciani |
|    | Italia (bandiera)  | A     | Paolo Di Canio    |
|    | Uruguay (bandiera) | A     | Daniel Fonseca    |

## Risultati

### Serie A

#### Girone di andata
| Arbitro: | Pairetto (Nichelino) |

|                  |           |                      |
| G. Bresciani 81’ | Marcatori | 31’ Platt 43’ Gullit |

| Arbitro: | Stafoggia (Pesaro) |

|                     |           |  |
| A. Tentoni 38’, 78’ | Marcatori |  |

| Napoli 8 settembre 1993 3ª giornata | Napoli         | 0 – 0 | Torino | Stadio San Paolo (33 608 spett.)\| Arbitro: \| Luci (Firenze) \| |
| Arbitro:                            | Luci (Firenze) |       |        |                                                                  |

| Arbitro: | Cardona (Milano) |

|                             |           |                                   |
| Rizzitelli 45’ Bonacina 54’ | Marcatori | 25’ Buso 51’ Di Canio 67’ Ferrara |

| Genova 19 settembre 1993 5ª giornata | Genoa           | 0 – 0 | Napoli | Stadio Luigi Ferraris (27 910 spett.)\| Arbitro: \| Nicchi (Arezzo) \| |
| Arbitro:                             | Nicchi (Arezzo) |       |        |                                                                        |

| Arbitro: | Braschi (Prato) |

|                      |           |            |
| Altomare 12’ Bia 68’ | Marcatori | 40’ Branca |

| Napoli 3 ottobre 1993 7ª giornata | Napoli               | 0 – 0 | Inter | Stadio San Paolo (62 799 spett.)\| Arbitro: \| Trentalange (Torino) \| |
| Arbitro:                          | Trentalange (Torino) |       |       |                                                                        |

| Arbitro: | Ceccarini (Livorno) |

|              |           |                  |
| Cappioli 37’ | Marcatori | 25’, 28’ Fonseca |

| Arbitro: | Rosica (Roma) |

|                                      |           |              |
| Fonseca 27’ Policano 76’ Pecchia 82’ | Marcatori | 32’ Padalino |

| Arbitro: | Cesari (Genova) |

|            |           |         |
| Papais 28’ | Marcatori | 18’ Bia |

| Arbitro: | Stafoggia (Pesaro) |

|             |           |                                |
| Fonseca 70’ | Marcatori | 68’ Favalli 82’ (rig.) Signori |

| Arbitro: | Bazzoli (Merano) |

|                           |           |             |
| Panucci 61’ Albertini 90’ | Marcatori | 45’ Pecchia |

| Arbitro: | Bettin (Padova) |

|                                            |           |  |
| Fonseca 3’, 20’, 83’ Di Canio 85’ Buso 90’ | Marcatori |  |

| Arbitro: | Luci (Firenze) |

|                    |           |  |
| Ferrara 28’ (aut.) | Marcatori |  |

| Arbitro: | Pellegrino (Barcellona Pozzo di Gotto) |

|                                                    |           |  |
| Valentini 52’ (aut.) Policano 60’, 75’ Pecchia 67’ | Marcatori |  |

| Arbitro: | Pairetto (Nichelino) |

|                   |           |                                  |
| Brolin 33’ (rig.) | Marcatori | 3’ Gambaro 60’ Fonseca 82’ Thern |

| Arbitro: | Amendolia (Messina) |

|         |           |         |
| Bia 50’ | Marcatori | 25’ Roy |

#### Girone di ritorno
| Arbitro: | Baldas (Trieste) |

|                                             |           |             |
| Lombardo 34’ Gullit 52’ R. Mancini 85’, 90’ | Marcatori | 51’ Fonseca |

| Arbitro: | Collina (Viareggio) |

|                        |           |            |
| Fonseca 4’, 12’ (rig.) | Marcatori | 80’ Gualco |

| Arbitro: | Rosica (Roma) |

|                |           |                    |
| B. Carbone 51’ | Marcatori | 70’ (rig.) Fonseca |

| Arbitro: | Cesari (Genova) |

|                    |           |                  |
| Fonseca 90’ (rig.) | Marcatori | 58’ (rig.) Balbo |

| Arbitro: | Cardona (Milano) |

|                     |           |                  |
| Di Canio 72’ (rig.) | Marcatori | 45’ Van 't Schip |

| Arbitro: | Beschin (Legnago) |

|                            |           |             |
| Branca 64’, 85’ Calori 66’ | Marcatori | 63’ Pecchia |

| Milano 20 febbraio 1994 24ª giornata | Inter                | 0 – 0 | Napoli | Stadio Giuseppe Meazza (41 385 spett.)\| Arbitro: \| Pairetto (Nichelino) \| |
| Arbitro:                             | Pairetto (Nichelino) |       |        |                                                                              |

| Arbitro: | Rosica (Roma) |

|                    |           |                   |
| Fonseca 58’ (rig.) | Marcatori | 15’, 81’ Oliveira |

| Arbitro: | Treossi (Forlì) |

|  |           |             |
|  | Marcatori | 51’ Fonseca |

| Napoli 13 marzo 1994 27ª giornata | Napoli                      | 0 – 0 | Piacenza | Stadio San Paolo (35 717 spett.)\| Arbitro: \| Cinciripini (Ascoli Piceno) \| |
| Arbitro:                          | Cinciripini (Ascoli Piceno) |       |          |                                                                               |

| Arbitro: | Cesari (Genova) |

|                                         |           |  |
| Di Mauro 29’ Signori 53’ Bia 54’ (aut.) | Marcatori |  |

| Arbitro: | Rodomonti (Teramo) |

|              |           |  |
| Di Canio 79’ | Marcatori |  |

| Arbitro: | Stafoggia (Pesaro) |

|                     |           |  |
| Padovano 69’ (rig.) | Marcatori |  |

| Napoli 10 aprile 1994 31ª giornata | Napoli            | 0 – 0 | Juventus | Stadio San Paolo (52 872 spett.)\| Arbitro: \| Beschin (Legnago) \| |
| Arbitro:                           | Beschin (Legnago) |       |          |                                                                     |

| Arbitro: | Bettin (Padova) |

|           |           |          |
| Morfeo 8’ | Marcatori | 15’ Buso |

| Arbitro: | Cinciripini (Ascoli Piceno) |

|                      |           |  |
| Buso 20’ Ferrara 45’ | Marcatori |  |

| Arbitro: | Nicchi (Arezzo) |

|  |           |              |
|  | Marcatori | 61’ Di Canio |

### Coppa Italia

#### Turni preliminari
| Napoli 6 ottobre 1993 Secondo turno - Andata | Napoli          | 0 – 0 | Ancona | Stadio San Paolo\| Arbitro: \| Dinelli (Lucca) \| |
| Arbitro:                                     | Dinelli (Lucca) |       |        |                                                   |

| Arbitro: | Nicchi (Arezzo) |

|                             |           |                                 |
| Gadda 12’ Agostini 21’, 61’ | Marcatori | 71’ Caruso 86’ (aut.) Mazzarano |

## Statistiche

### Statistiche di squadra
| Competizione | Punti | In casa | In casa | In casa | In casa | In casa | In casa | In trasferta | In trasferta | In trasferta | In trasferta | In trasferta | In trasferta | Totale | Totale | Totale | Totale | Totale | Totale | DR |
| Competizione | Punti | G       | V       | N       | P       | Gf      | Gs      | G            | V            | N            | P            | Gf           | Gs           | G      | V      | N      | P      | Gf     | Gs     | DR |
| ------------ | ----- | ------- | ------- | ------- | ------- | ------- | ------- | ------------ | ------------ | ------------ | ------------ | ------------ | ------------ | ------ | ------ | ------ | ------ | ------ | ------ | -- |
| Serie A      | 36    | 17      | 7       | 7       | 3       | 25      | 12      | 17           | 5            | 5            | 7            | 16           | 23           | 34     | 12     | 12     | 10     | 41     | 35     | +6 |
| Coppa Italia |       | 1       | 0       | 1       | 0       | 0       | 0       | 1            | 0            | 0            | 1            | 2            | 3            | 2      | 0      | 1      | 1      | 2      | 3      | -1 |
| Totale       |       | 18      | 7       | 8       | 3       | 25      | 12      | 18           | 5            | 5            | 8            | 18           | 26           | 36     | 12     | 13     | 11     | 43     | 38     | +5 |

### Andamento in campionato
| Giornata  | 1  | 2  | 3  | 4  | 5  | 6 | 7 | 8 | 9 | 10 | 11 | 12 | 13 | 14 | 15 | 16 | 17 | 18 | 19 | 20 | 21 | 22 | 23 | 24 | 25 | 26 | 27 | 28 | 29 | 30 | 31 | 32 | 33 | 34 |
| --------- | -- | -- | -- | -- | -- | - | - | - | - | -- | -- | -- | -- | -- | -- | -- | -- | -- | -- | -- | -- | -- | -- | -- | -- | -- | -- | -- | -- | -- | -- | -- | -- | -- |
| Luogo     | C  | T  | C  | T  | T  | C | C | T | C | T  | C  | T  | C  | T  | C  | T  | C  | T  | C  | T  | C  | C  | T  | T  | C  | T  | C  | T  | C  | T  | C  | T  | C  | T  |
| Risultato | P  | P  | N  | V  | N  | V | N | V | V | N  | P  | P  | V  | P  | V  | V  | N  | P  | V  | N  | N  | N  | P  | N  | P  | V  | N  | P  | V  | P  | N  | N  | V  | V  |
| Posizione | 11 | 15 | 14 | 11 | 12 | 8 | 8 | 7 | 6 | 6  | 8  | 10 | 8  | 10 | 8  | 7  | 7  | 8  | 7  | 7  | 7  | 7  | 7  | 7  | 8  | 7  | 7  | 7  | 6  | 7  | 7  | 7  | 6  | 6  |

Fonte: http://calcio-seriea.net/allenatori_squadra/1993/1064/
Legenda:

Luogo: C = Casa; T = Trasferta. Risultato: V = Vittoria; N = Pareggio; P = Sconfitta.

### Statistiche dei giocatori
| Giocatore        | Serie A  | Serie A | Serie A     | Serie A    | Coppa Italia | Coppa Italia | Coppa Italia | Coppa Italia | Totale   | Totale | Totale      | Totale     |
| Giocatore        | Presenze | Reti    | Ammonizioni | Espulsioni | Presenze     | Reti         | Ammonizioni  | Espulsioni   | Presenze | Reti   | Ammonizioni | Espulsioni |
| ---------------- | -------- | ------- | ----------- | ---------- | ------------ | ------------ | ------------ | ------------ | -------- | ------ | ----------- | ---------- |
| L. Altomare      | 4        | 1       | ?           | ?          | 2            | 0            | ?            | ?            | 6        | 1      | ?           | ?          |
| G. Bia           | 28       | 3       | ?           | ?          | 2            | 0            | ?            | ?            | 30       | 3      | ?           | ?          |
| R. Bordin        | 32       | 0       | ?           | ?          | 1            | 0            | ?            | ?            | 33       | 0      | ?           | ?          |
| G. Bresciani     | 11       | 1       | ?           | ?          | 1            | 0            | ?            | ?            | 12       | 1      | ?           | ?          |
| R. Buso          | 31       | 4       | ?           | ?          | 2            | 0            | ?            | ?            | 33       | 4      | ?           | ?          |
| F. Cannavaro (I) | 27       | 0       | ?           | ?          | 2            | 0            | ?            | ?            | 29       | 0      | ?           | ?          |
| M. Caruso        | 4        | 0       | ?           | ?          | 2            | 1            | ?            | ?            | 6        | 1      | ?           | ?          |
| E. Corini        | 14       | 0       | ?           | ?          | -            | -            | -            | -            | 14       | 0      | 0+          | 0+         |
| G. Corradini     | 22       | 0       | ?           | ?          | 1            | 0            | ?            | ?            | 23       | 0      | ?           | ?          |
| P. Di Canio      | 26       | 5       | ?           | ?          | 1            | 0            | ?            | ?            | 27       | 5      | ?           | ?          |
| R. Di Fusco      | 7        | -8      | ?           | ?          | 2            | -3           | ?            | ?            | 9        | -11    | ?           | ?          |
| C. Ferrara       | 28       | 2       | ?           | ?          | -            | -            | -            | -            | 28       | 2      | 0+          | 0+         |
| D. Fonseca       | 27       | 15      | ?           | ?          | 2            | 0            | ?            | ?            | 29       | 15     | ?           | ?          |
| G. Francini      | 21       | 0       | ?           | ?          | 1            | 0            | ?            | ?            | 22       | 0      | ?           | ?          |
| E. Gambaro       | 33       | 1       | ?           | ?          | 2            | 0            | ?            | ?            | 35       | 1      | ?           | ?          |
| C. Imbriani      | 1        | 0       | ?           | ?          | -            | -            | -            | -            | 1        | 0      | 0+          | 0+         |
| S. Nela          | 11       | 0       | ?           | ?          | 2            | 0            | ?            | ?            | 13       | 0      | ?           | ?          |
| F. Pari          | 5        | 0       | ?           | ?          | -            | -            | -            | -            | 5        | 0      | 0+          | 0+         |
| F. Pecchia       | 33       | 4       | ?           | ?          | 1            | 0            | ?            | ?            | 34       | 4      | ?           | ?          |
| R. Policano      | 19       | 3       | ?           | ?          | 2            | 0            | ?            | ?            | 21       | 3      | ?           | ?          |
| A. Sbrizzo       | 1        | 0       | ?           | ?          | -            | -            | -            | -            | 1        | 0      | 0+          | 0+         |
| G. Taglialatela  | 29       | -27     | ?           | ?          | -            | -            | -            | -            | 29       | -27    | 0+          | 0+         |
| M. Tarantino     | 2        | 0       | ?           | ?          | -            | -            | -            | -            | 2        | 0      | 0+          | 0+         |
| J. Thern         | 21       | 1       | ?           | ?          | -            | -            | -            | -            | 21       | 1      | 0+          | 0+         |